# Julio Cesar Rodríguez
Julio Cesar Rodríguez (nascido em 28 de junho de 1966) é um ex-ciclista colombiano. Representou seu país, Colômbia, no ciclismo nos Jogos Olímpicos de Verão de 1988.